# Jean-Antoine Nollet

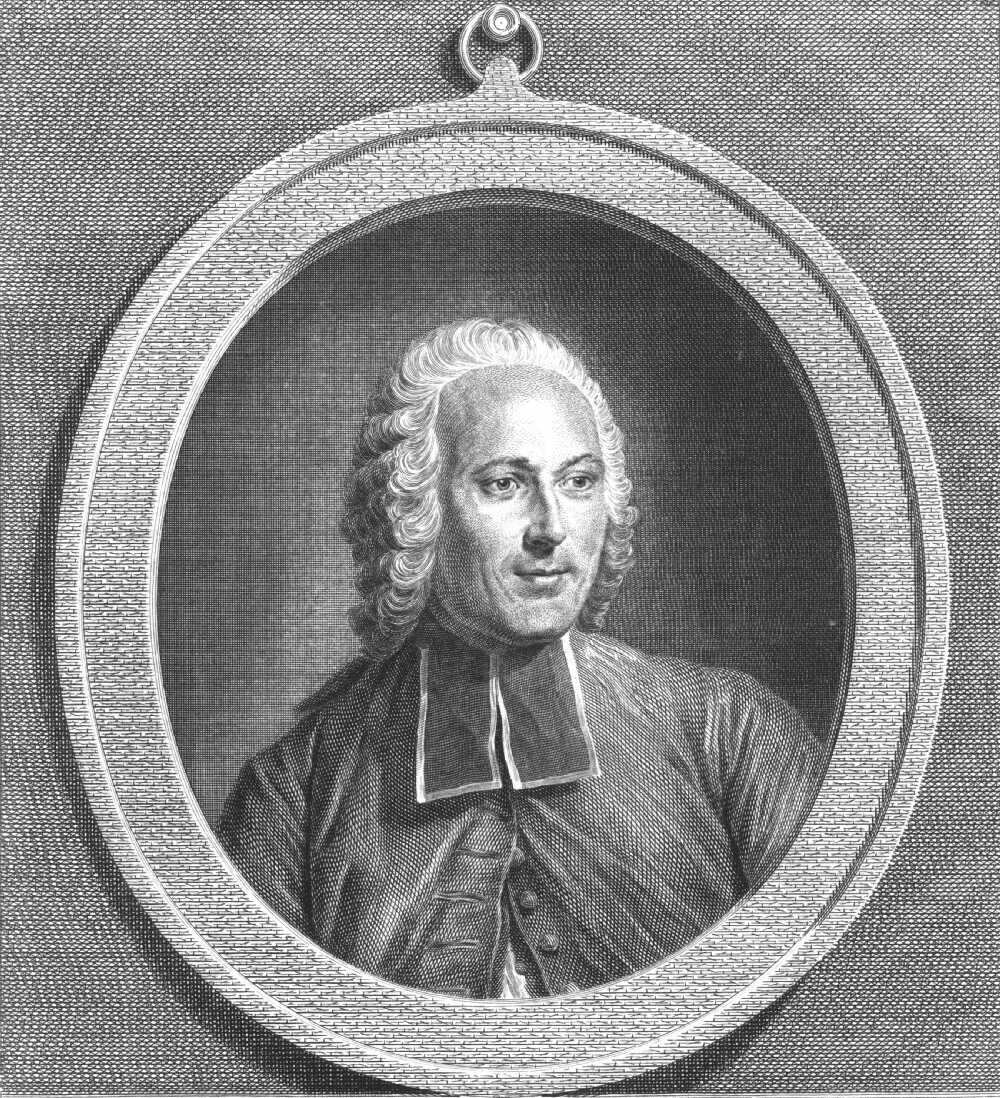
Jean-Antoine Nollet

Jean-Antoine Nollet (Pimprez, 19 december 1700 – Parijs, 25 april 1770) was een Frans geestelijke en natuurkundige. Als hoofd van een klooster staat hij ook bekend als Abbé Nollet.

## Biografie
Ondanks dat hij theologisch was opgeleid en aan het hoofd stond van een kartuizerklooster in Parijs was hij vooral geïnteresseerd in de nieuwe wetenschap van de elektriciteit, die hij verkende met behulp van Charles du Fay en René-Antoine Ferchault de Réaumur. Hij sloot zich aan bij de Royal Society of London in 1734. In 1735 bezocht hij de Republiek der Zeven Verenigde Nederlanden, waar hij Pieter van Musschenbroek, Willem Jacob 's Gravesande en Jean Allamand ontmoette. De relaties en de daaruit volgende correspondentie, die hij met deze drie geleerden opbouwde, heeft een belangrijke impuls gegeven aan de toekomst van de experimentele natuurkunde in Frankrijk.
In 1739 trad hij toe tot de Académie des Sciences en in 1744 werd hij de eerste professor in de experimentele natuurkunde aan de Sorbonne universiteit van Parijs. In 1748 vond Nollet een van de eerste elektrometers uit, de elektroscoop, die de aanwezigheid van elektrische lading laat zien als gevolg van elektrostatische aantrekking en afstoting. Nollet staat ook bekend als de man die als eerste de naam "Leidse fles" (La Bouteille de Leyde) gebruikte als opslag van elektriciteit en hiermee spectaculaire publieke demonstraties gaf.
Voor koning Lodewijk XV demonstreerde hij in Versailles de ontlading van een Leidse fles door de ontlading door te geven aan een ketting van 180 paleiswachten die elkaar de hand gaven. Door de schok sprongen de soldaten allen tegelijk omhoog om daarna wanordelijk op de grond neer te vallen, tot groot vermaak van de toeschouwers.
Later was Nollet betrokken in een schriftelijke discussie met de Amerikaan Benjamin Franklin over de ware aard van elektriciteit. Net zoals zoveel wetenschappers in die tijd was Nollet aanhanger van de twee-vloeistoffentheorie. Elektriciteit werd gezien als een soort overal aanwezige onzichtbare 'ladingvloeistof' (fluïdum), klein genoeg om de dichtste lichamen te doordringen. Hierbij werden twee soorten ladingvloeistof onderscheiden - vitreous (glasachtig) en resinous (harsachtig). Dit was in tegenspraak met Franklin die met de een-vloeistoftheorie kwam. Volgens hem bestond er maar een soort fluïdum. Juist een overschot of een tekort van deze vloeistof is de oorzaak van de twee verschillende elektriciteiten.

### Osmose
Nollet was ook de eerste wetenschapper die onderzoek deed naar osmose door natuurlijke membranen. In 1748 had hij namelijk iets opmerkelijks waargenomen. Om binnendringen van lucht te voorkomen had hij een tot de rand gevulde fles wijn afgesloten met een varkensblaas en ondergedompeld in een vat water. Hij ontdekte dat door de osmotische druk de varkensblaas opzwol, waarbij de druk in de fles zo hoog werd dat de blaas uiteindelijke barstte. Zijn ontdekking van het selectief doorlaten van water door een blaas was het startpunt van het natuurlijk onderzoek naar osmose.

## Werken
Nollet schreef diverse verhandelingen voor de Recueil de l'Académie des Sciences (1740-67) en de Philosophical Transactions van de Royal Society. Enkele van zijn grote werken zijn:
- Programme dún cours de physique expérimentale (1738)
- Leçons de physique expérimentale (1743)
- Recherches sur les causes particulières de phénomenes électriques (1749)
- Lettres sur l’électricité (1753)
- L’art des experiences (1770)